# Praia Grande (Santa Catarina)
Praia Grande, amtlich portugiesisch Município de Praia Grande, deutsch Großer Strand, ist eine Gemeinde im brasilianischen Bundesstaat Santa Catarina. Die Bevölkerung wurde zum 1. Juli 2021 auf 7305 Einwohner geschätzt, die Praia-Grandenser genannt werden und auf einer Gemeindefläche von rund 284,4 km² leben. Sie steht an 151. Stelle der 295 Munizipien des Bundesstaats. Die Entfernung zur Hauptstadt Florianópolis beträgt 294 km. Die Gemeinde reicht im Süden bis Rio Grande do Sul hinein und hat dort Nachbargemeinden.

## Geographie
Umliegende Gemeinden sind Jacinto Machado, São João do Sul, Santa Rosa do Sul, Cambará do Sul (RS), Três Forquilhas (RS), São Francisco de Paula (RS) und Mampituba (RS).
Die Gemeinde hat Anteile an den Nationalparks Aparados da Serra und Serra Geral. 

## Geschichte
Praia Grande war ein Distrikt der Gemeinde Turvo und erhielt das selbständige Stadtrecht durch das Staatsgesetz Nr. 348 vom 21. Juni 1958. Die Emanzipation erfolgte einen Monat später.